# Suspension (Geologie)
Suspension bezeichnet in der Sedimentologie eine Art des Sedimenttransports. Das transportierte Material wird auch als Schwebfracht bezeichnet. Suspension kann in verschiedenen Transportmedien stattfinden.

## Suspension durch Wasser
Das erste Transportmedium der Suspension ist das Wasser. Die Sedimente, die in oder von Fließgewässern transportiert werden, können entweder rollend oder springend auf der Gewässersohle transportiert werden (Geröllfracht, Bodenfracht) oder als Schwebfracht (Suspension). Wie das Material verfrachtet wird, hängt vor allem von Fließgeschwindigkeit und Korngröße des transportierten Materials ab, siehe fluviatiles Sediment.

## Suspension durch Wind
Mit Suspension kann aber auch der Materialtransport durch Wind gemeint sein. Durch Turbulenzen (Verwirbelungen der Luftströmung) wird das Lockermaterial vom Boden emporgehoben und mit dem Wind verfrachtet. Die Art des Transports ist auch hier abhängig von Korngröße und Geschwindigkeit des strömenden Mediums – hier der Windgeschwindigkeit.
Wenn die spezifische Sinkgeschwindigkeit der Partikel geringer ist als die Schubgeschwindigkeit, werden Partikel in Suspension mit dem Wind getragen (häufig in Staubsturm) und sinken nicht zurück auf den Boden. Allgemein können Partikel mit Durchmesser zwischen 20 und 70 µm viele Kilometer zurücklegen (kurzfristige Suspension). Feinstaub (< 20 µm) kann über lange Zeiträume in der Atmosphäre verweilen und sehr weite Strecken zurücklegen (langfristige Suspension).
Gröberes Material wird nur springend in Saltation bewegt und fällt bei Winderosion schnell nach einigen Metern zurück auf den Boden. Treffen die Partikel bei der Landung auf andere Partikel, so wird ein Teil auf diese übertragen und diese bewegen sich dadurch kriechend vorwärts. Diese sekundäre Fortbewegungsart nennt man Reptation.
Suspension spielt vor allem bei der Verbreitung von Löss eine sehr große Rolle. Hier wird der Löss bei abfallender Windgeschwindigkeit direkt aus der Suspension abgelagert. Dabei bilden sich durch das flächenhafte Absinken der „Staubwolken“ reliefausgleichende Decken. Wird aus der Saltation akkumuliert, bilden sich eher Dünen, wie es bei Sand der Fall ist.